# Montrouge
Montrouge [mɔ̃ʁuʒ] ist eine Stadt mit 46.273 Einwohnern (Stand 1. Januar 2022) im französischen Département Hauts-de-Seine in der Region Île-de-France und im Arrondissement Antony. Sie liegt unmittelbar südlich an die Hauptstadt Paris angrenzend, ist Teil der Banlieue Parisienne und eine Gemeinde der Petite Couronne. Montrouge gehört auch zum Gemeindeverbund Métropole du Grand Paris, der im Jahre 2016 gegründet wurde.

## Lage

Lage der Gemeinde Montrouge (rot umrandet) in der Petite Couronne der Île-de-France

Montrouge grenzt an das 14. Arrondissement von Paris und an folgende Gemeinden der Petite Couronne: Gentilly, Arcueil, Bagneux, Châtillon, und Malakoff. Im Norden grenzt Montrouge an den Boulevard Périphérique und im Süden an den Pariser Friedhof von Bagneux. Montrouge liegt in einer Ebene mit nur geringen Höhenvariationen. Wie Paris steht die Stadt auf alten, unterirdischen Kalksteinbrüchen, die vom 17. bis zum 18. Jahrhundert gegraben wurden und durch Inspektions-Stollen miteinander verbunden sind. Die gefährdeten Stadtgebiete sind von der Préfecture Hauts-de-Seine veröffentlicht.

## Wohnsituation
Die Gesamtzahl der Wohnungen in der Gemeinde Montrouge stieg von 25.817 im Jahr 2008 über 26.442 im Jahr 2013 auf 27.266 im Jahr 2018. Im Jahre 2018 waren 89,8 % Hauptwohnsitze, 4,1 % Zweitwohnsitze und 6 % Leerstand 3,3 % des Wohnraums waren Einfamilienhäuser und 94,9 % Wohnungen. Die Gemeinde verfügt nicht über den im Artikel 55 des SRU-Gesetzes festgelegten Anteil von mindestens 25 % Sozialwohnungen. Montrouge verfügte am 01/01/2020 über 5 333 Sozialwohnungen, was einem Anteil von etwa 21 % entspricht.
Für 2020 gelten folgende Zahlen: Gesamtzahl der Wohnungen 27.273, Hauptwohnsitze 88,3 %, Zweitwohnungen 4,5 %, Leerstand 7,2 %, Anteil der Eigentümer 39,9 %.

## Geschichte

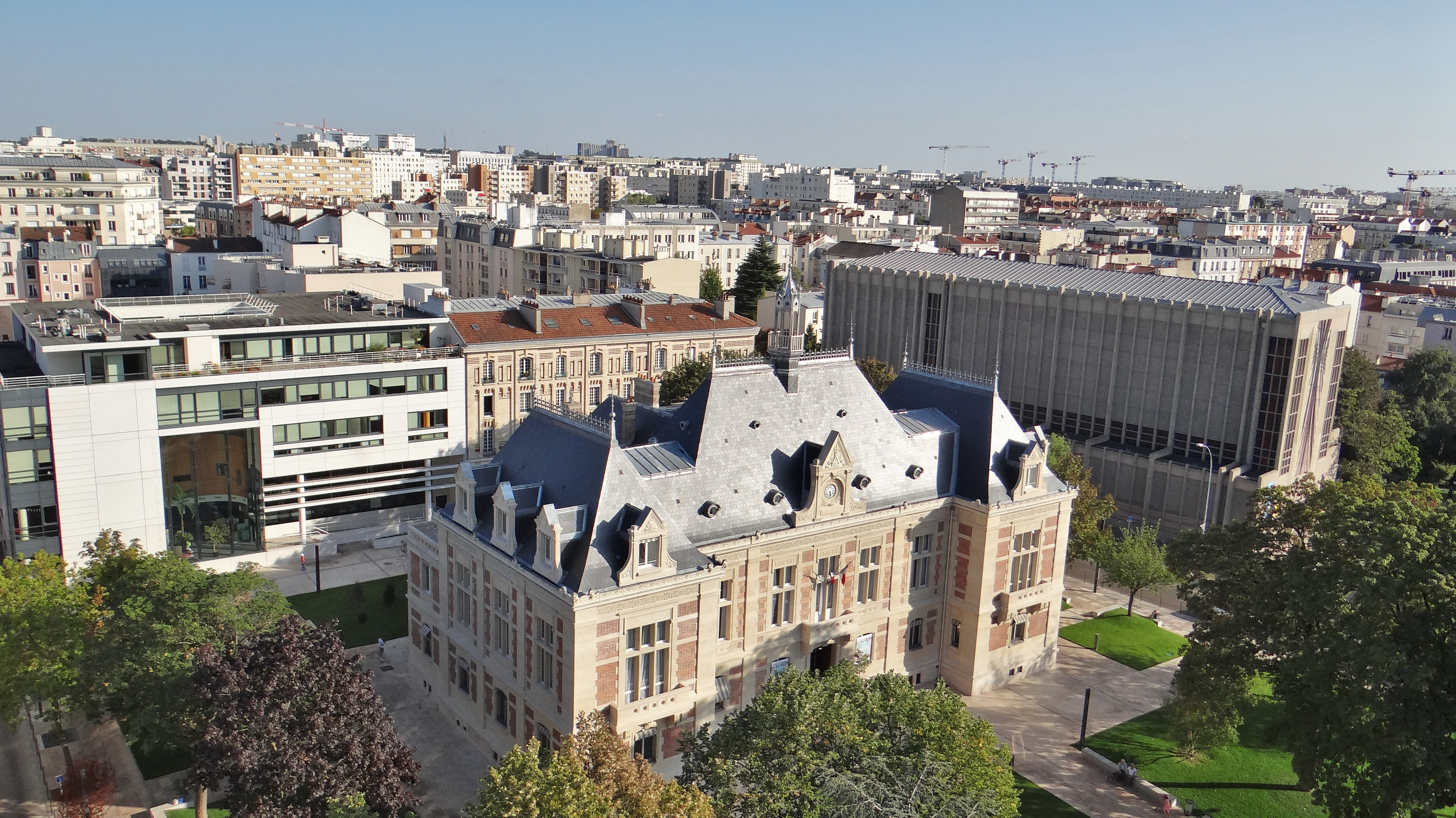
Hotel de Ville (Rathaus) und Kirche Saint-Jacques-le-Majeur

Die Stadt hat ihren Namen von der Bezeichnung Munterubeus oder Rubeo Monte nach der rotgelben Farbe des Bodens. Der Name erschien das erste Mal 1194 in einem Text des Klosters Saint-Lazare. Bis zum 13. Jahrhundert richtete sich eine der nach Wilhelm von Malavalle (um 1100–1157, französisch Guilleaume de Maleval oder Malaval) benannten benediktinischen Ordensgemeinschaften der Wilhelmiten (französisch Guillemites oder Guillemins) auf dem Gebiet ein. Über Montrouge liegen bis zum Ende des dreizehnten Jahrhunderts wenige historische Quellen vor. Das lässt vermuten, dass der Ort lange Zeit kaum bewohnt war. Wie viele andere Dörfer im Pariser Umland war es ein Landstrich, auf dem das Bürgertum, allen voran die großen Schlachthöfe, Vieh züchten und Weizen anbauen ließen.
Gegen 1640 wurde in der Ebene von Montrouge eine Wildreservation für die königlichen Jagden eingehegt. Jetzt zieht Montrouge auch Pariser Honoratioren an, die einen diskreten Rückzugsort suchten. Im 17. Jahrhundert war Charles de Laubespine, Garde des Sceaux, Seigneur von Montrouge. Er baute ein Schloss, das von einem Park umgeben war, der sich bis zu den Grenzen von Arcueil und Bagneux erstreckte. Dieses Schloss lag am heutigen Place de la Libération. Zu dieser Zeit entschieden sich auch hochrangige Persönlichkeiten für einen Aufenthalt in Montrouge. Im Jahr 1668 gründeten die Jesuiten ein Noviziat. Am Ende der Herrschaft von Ludwig XIV bestand die Gemeinde aus etwa 50 Familien, d. h. etwa 200 Einwohner (damals wurden die Einwohner nach Familien gezählt (Foyer in Französisch)). Die Einwohner waren Landwirte, Müller oder Steinbrucharbeiter, Hausangestellte und Mitglieder der Schweizergarde. Im Jahr 1787 war der Herzog von La Vallière der letzte Seigneur von Montrouge. Er trug den Namen Claude Régnier de Guerchy und war Generalleutnant und Diplomat. Sein Schloss befindet sich an der Stelle, an der heute das Rathaus steht.
Während der französischen Revolution, wurde Montrouge zu einer Gemeinde gemäß dem Gesetz vom 12. November 1789, das von der verfassungsgebenden Nationalversammlung verabschiedet wurde. Die Einwohner von Montrouge wählten einen Gemeinderat und einem Bürgermeister. Der erste Bürgermeister von Montrouge war der Steinbruchmeister François Ory (1736–1809), der sein Amt 1790 antrat. Im Jahr 1799 wurde ein Teil von Petit-Vanves nach Montrouge eingemeindet. Nun befand sich der kleine jüdische Friedhof, der 1792 für die aschkenasische Gemeinde von Paris und Umgebung gegründet wurde, auf dem Gebiet von Montrouge (heute bei der rue Gabriel-Péri Nr. 90). Er wurde 1809 stillgelegt und in der zweiten Hälfte des 20. Jahrhunderts endgültig aufgelassen.
Im Zuge der 1860 vorgenommenen, bisher letzten Eingemeindungen verschiedener Vororte in die Stadt Paris verlor Montrouge das Petit-Montrouge genannte Gebiet, das fortan ein Quartier des XIV. Arrondissements von Paris bildet. Allein das „Große Montrouge“ blieb übrig. Dadurch reduzierte sich die Fläche der Stadt von 305 ha auf 105 ha bzw. 75 ha nach Abzug des 27 ha großen nicht nutzbaren Militärgebiets. Die ursprünglichen Bevölkerung verringerte sich von 25.000 Einwohnern auf 4.000 Einwohner. Die Verbindlichkeiten in Höhe von 45.000 Francs blieben jedoch vollständig an Grand-Montrouge hängen. Neben dem gerade errichteten Rathaus (heute Rathaus des 14. Arrondissements) verlor die Gemeinde auch ihr Altersheim, das heutige Krankenhaus La Rochefoucauld. Dieser Verlust wurde erst 1874 durch das nicht mehr existierende Altersheim Verdier ausgeglichen, welches von Mme Verdier gespendet wurde. Ebenso verlor Montrouge den wichtigen Bahnhof Denfert-Rochereau. 1875 gewann die Kommune einige Hektar von den Nachbargemeinden Châtillon und Bagneux (Bezirk Haut-Mesnil).

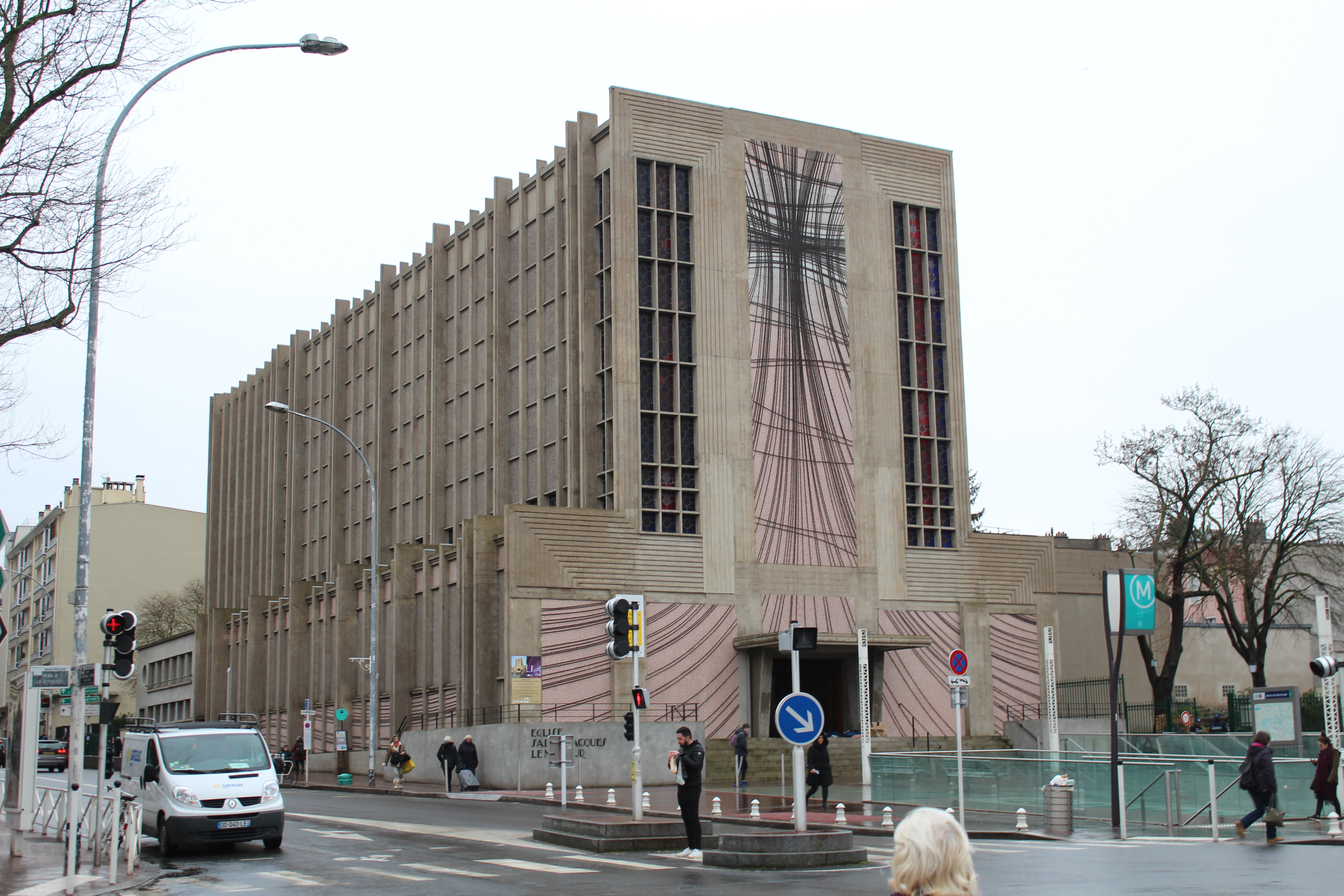
Außenansicht der Kirche Saint-Jacques-le-Majeur

1925 wurde die am Nordrand von Montrouge liegende Festung Thiers abgerissen. Das gesamte Festungsareal wurde Paris angegliedert. Die Stadt verlor eine Fläche von 30 ha und 700 Einwohner. Aus dieser Zeit stammt auch der Bau des Stade Velodrome Buffalo, in dem Radrennen, Boxkämpfe und Meetings stattfanden. Ab 1925 erfuhr die Stadt einen bedeutenden industriellen Aufschwung durch die Ansiedlung zahlreicher Industriebetriebe. Zu nennen sind Druckereien, der Automobilhersteller Moteur Messier sowie Schlumberger. Emile Cresp, der von 1928 bis 1944 Bürgermeister war, initiierte einen Plan zur Umgestaltung, Erweiterung und Verschönerung der Stadt. Der Plan umfasste den Bau und die Einrichtung kommunaler Gebäude wie eines Verwaltungszentrums, das heute ein Theater ist. Die Kirche Saint-Jacques-le-Majeur wird zwischen 1933 und 1937 nach Plänen des Architekten Éric Bagge aus Beton errichtet und gilt als eine der ersten Kirchen Frankreichs dieser Bauart. Sie ist wegen ihrer außergewöhnlichen Architektur und Innendekoration seit 2006 in der Liste der historischen Monumente geführt.
In jüngerer Zeit traf die Schließung von Industriebetrieben die Gemeinde hart, da viele Arbeitsplätze verloren gingen. Beispiele sind die Druckerei Draeger im Norden der Stadt und Hispano-Messier im Süden. Die entstehenden Industriebrachen im Zentrum und im Süden der Stadt wurden zu neuen Lebensräumen umgestaltet: Wohnungen, Plätze, Schulen, Kinderbetreuungseinrichtungen und Geschäfte. Im Osten und Norden wurden Stadtviertel aufgewertet, die nicht mehr den Anforderungen einer Stadt der Petit Couronne entsprachen.
Am 14. April 1931 gelingt René Barthélemy, Ingenieur bei der Compagnie des Compteurs, die Übertragung von Bildern aus Montrouge in die drei Kilometer entfernte École supérieure d’électricité in Malakoff. Das Fernsehen ist geboren.

## Tod von Clarissa Jean-Philippe

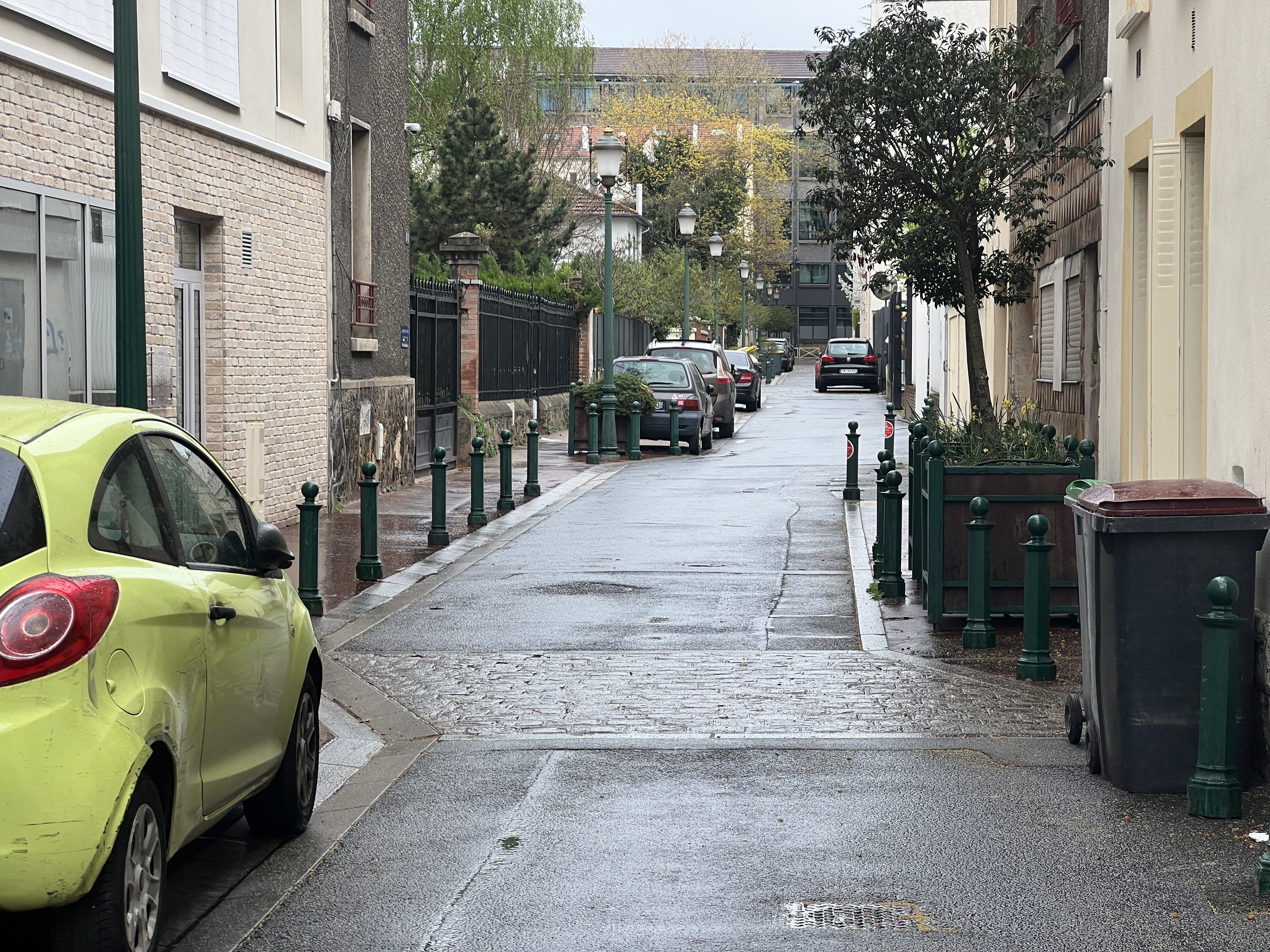
Die Avenue Paix Clarissa Jean-Philippe liegt nur einige Meter vom Tatort entfernt

→ siehe Hauptartikel Anschlag von Montrouge auf eine Polizistin
Am Morgen des 8. Januar 2015, einen Tag nach dem Anschlag auf Charlie Hebdo, wurde die 26-jährige Polizistin der Police Municipale Clarissa Jean-Philippe von dem 32-jährigen Amedy Coulibaly erschossen. Ein Straßenreiniger wurde vom selben Täter durch einen Pistolenschuss schwer verletzt. Jean-Philippe nahm routinemäßig einen Verkehrsunfall an der Kreuzung von der Avenue Pierre-Brossolette und der Avenue de la Paix (Lage) auf.

## Wirtschaft
Die Druckereien und Automobilhersteller sind aus der Stadt verschwunden. Die Wirtschaftsgrundlage der Stadt bilden heute kleine und mittlere Industriebetriebe und Unternehmen des tertiären Sektors. Fast 76 % der Unternehmen sind in den Bereichen Dienstleistungen, Handel und Verkehr angesiedelt (Stand 2021). Nur 4 % sind in der Produktion tätig und 8 % zählen zum Baugewerbe. 11 % sind öffentliche Verwaltungen. Bei den Dienstleistungen sind mit 28 % die wichtigsten Sektoren spezialisierte, wissenschaftliche und technische Dienstleistungen sowie Verwaltungs- und Unterstützungsdienstleistungen. Der Groß- und Einzelhandel sowie der Bereich Verkehr, Beherbergung und Gastronomie machen 23 % der Betriebe aus.
Neben den kleinen und mittleren Unternehmen und Industriebetrieben ist Montrouge auch Firmensitz großer Unternehmen. Schlumberger oder Orange, haben Platz gemacht für neue Unternehmen wie StMicroelectronics, Pfizer, Chronopost, Bayard Presse, Editions Législatives, Fondation-Croix-Rouge, La Croix, Insee, Médiapost, TDF Infrastructure, Buffalo Grill, Babyliss Holding und ASN (Autorité de Sûreté Nucléaire). Seit 2013 befindet sich auf dem ehemaligen Gelände von Schlumberger der Hauptsitz der Bank Crédit Agricole mit 8.500 Mitarbeitern. In den Jahren 2020 und 2021 wurden jährlich über 900 Unternehmen gegründet, Das sind etwa 18 Unternehmensgründungen pro Woche.

## Sport
- Von 1922 bis 1957 befand sich in Montrouge das Buffalo-Stadion. Es verfügte über eine Radrennbahn und wurde für Fußball- und Rugbyspiele sowie Boxkämpfe genutzt.
- Bei der 104. Tour de France führte die letzte Etappe über Antony die RD 920 hinab nach Montrouge, bevor die Fahrer in Paris ankamen.[14]

## Kultur
- Das Fest Soleillades findet seit 2009 jedes Jahr zu Beginn des Herbstes statt.[A 2] Es ersetzt das Fête des Carriers, das nach 35 Jahren nur noch dem Namen nach an die alten Kalksteinbrüche erinnerte.
- Der Salon de Montrouge ist eine jährlich stattfindende Veranstaltung für zeitgenössische Kunst.[A 3] Er wurde 1955 ins Leben gerufene und von der Stadt Montrouge organisiert und finanziert. Die Kunstausstellung zeigt im Frühjahr vier Wochen lang die Arbeiten von rund 100 Künstlern. Der Eintritt ist frei.

## Verkehr
Montrouge wird zwei Linien der Pariser Metro bedient:
- Linie 4:
  - Station Mairie de Montrouge im Zentrum der Stadt
  - Station Barbara im Süden an der Grenze zu Bagneux
- Linie 13:
  - Station Châtillon-Montrouge im Südwesten an der Grenze zu Châtillon

Ein enges Netz an Buslinien verbindet Montrouge mit den umliegenden Gemeinden und Paris:
- Linien 68, 125, 126, 128, 187, 188, 194, 195, 197, 294, 323, 388, 391

Ebenso ist Montrouge in das Nachtbusnetz integriert:
- Linien N14, N21, N63, N66, N122

Die Stadtverwaltung entwickelt seit 2021 einen Plan zur Verkehrsberuhigung im Stadtgebiet. Dieser sieht (Stand 2023) ein System von Einbahnstraßen vor, um in Wohngebieten den Durchgangsverkehr zu reduzieren. Nachdem sich fast 75 % der Bürger für die Einführung von flächendeckenden Geschwindigkeitsbegrenzungen aussprachen, werden Zonen mit Tempo 30 eingeführt. Nur wenige Achsen mit Tempo 50 bleiben bestehen.

## Persönlichkeiten
- Émile Boutroux (1845–1921), Philosoph, Mitglied der Académie française, geboren in Montrouge
- Raoul Pugno (1852–1914), Pianist, Organist, Komponist und Musikpädagoge
- René Gillet (1877–?), geboren in Troyes, betrieb in Montrouge eine Motorradfabrik
- Charles Ballossier (1878–1960), Turner
- Pablo Picasso (1881–1973), spanischer Maler, lebte ein Jahr lang bis zum Frühjahr 1917 in der Rue Victor-Hugo
- Octave Lapize (1887–1917), Radrennfahrer, Sieger der Tour de France 1910, geboren in Montrouge
- Lucien Desvaux (1894–1959), Autorennfahrer
- William Grover-Williams (1903–1945), britisch-französischer Automobilrennfahrer und SOE-Spion, geboren in Montrouge
- Henri Mouillefarine (1910–1994), Radsportler, geboren in Montrouge
- Robert Doisneau (1912–1994), Fotograf. Geboren in Gentilly, lebte seit 1937 in Montrouge
- Marcel Chevalier (1921–2008), letzter Scharfrichter Frankreichs, geboren in Montrouge
- Jacques Dynam (1923–2004), Schauspieler, geboren in Montrouge
- Claude Sautet (1924–2000), Drehbuchautor und französischer Regisseur, geboren in Montrouge
- Gérard Brach (1927–2006), Drehbuchautor, geboren in Montrouge
- Raymond Federman (1928–2009), US-amerikanischer Schriftsteller, geboren in Montrouge
- Pierre Brun (* 1933), Radrennfahrer
- Guy Claud (* 1936), Radrennfahrer
- Gabriel Cohn-Bendit (1936–2021), Reformpädagoge und politischer Aktivist, geboren in Montrouge
- René Metge (1941–2024), Rallyefahrer
- Coluche (1944–1986) (Michel Colucci), Komiker, wurde in Paris geboren, verbrachte aber seine Kindheit in Montrouge
- Michel Pech (1946–2012), Fußballspieler
- Jean-Louis Olry (* 1946), Kanute
- Jean-Jacques Goldman (* 1951), Autor, Komponist und Sänger, verbrachte hier den größten Teil seines Lebens und lebt heute in Marseille

## Anmerkung
1. ↑  Loi no 2000-1208 du 13 décembre 2000 relative à la solidarité et au renouvellement urbains
2. ↑  Les Soleillades : une édition tournée vers les arts et le sport. Ville de Montrouge, abgerufen am 25. November 2023 (französisch).
3. ↑  http://www.salondemontrouge.com/ (auch in Englisch verfügbar)